# La Violencia

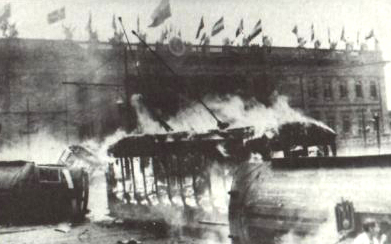
Bonde incendiado diante do Capitólio Nacional, durante o Bogotazo, 1948.

La Violencia é um período de conflito civil que se espalhou em áreas rurais da Colômbia, envolvendo apoiadores do Partido Liberal Colombiano e do Partido Conservador Colombiano. O conflito ocorreu aproximadamente entre 1948 e 1958 (a datação varia segundo a fonte).
Os historiadores divergem sobre a data de início do conflito: alguns indicam que teria começado em 1946, quando os conservadores voltaram ao governo, e a liderança das forças da polícia e as prefeituras mudaram de mãos, incentivando os camponeses "conservadores" a usurpar as terras dos camponeses "liberais", o que desencadeou uma nova onda de violência bipartidária no campo. Mas, tradicionalmente e segundo a maioria dos historiadores, La Violencia teria sido motivada pelo assassinato de Jorge Eliécer Gaitán, fato que desencadeou uma série de desordens conhecidas como Bogotazo, que se caracterizou por violentos confrontos entre liberais e conservadores - incluindo linchamentos, assassinatos, assaltos, perseguições, destruição de propriedade privada e terrorismo.
Alguns fatores que contribuíram para o prolongamento de La Violencia foram os temores anticomunistas da classe dominante, a privação econômica dos setores populares e as características do sistema partidário forte, que só permitia a participação de dois partidos políticos.
Em 1957, o Partido Liberal e o Partido Conservador formaram uma coligação denominada Frente Nacional, visando acabar com a violência. Através desse acordo, os dois lados concordaram em apoiar um único candidato presidencial, e todos os cargos oficiais foram igualmente divididos. Assim, a estabilidade política foi alcançada por 16 anos. Uma inesperada oposição, envolvendo os partidos não integrantes da coligação, a exemplo da Aliança Nacional Popular (Anapo), foi organizada pelo presidente deposto, Gustavo Rojas Pinilla.

## Linha do tempo

### Antes de 1946
Desde a década de 1920, os conservadores detinham a maioria do poder governamental, posição que continuaria a ocupar até a eleição de Álvaro Uribe em 2002. Mesmo quando os liberais ganharam o controle do governo na década de 1930, houve tensão e até explosões violentas entre camponeses e proprietários de terras, bem como trabalhadores e proprietários de indústrias. O número de mortes anuais por conflitos, no entanto, foi muito menor do que as estimadas para ter ocorrido durante La Violencia.

### 1946-1947
Na eleição de 1946, Mariano Ospina Pérez, do Partido Conservador, ganhou a presidência, em grande parte porque os votos liberais foram divididos entre dois candidatos liberais. Mariano Ospina Pérez e o governo do Partido Conservador usaram a polícia e o exército para reprimir o Partido Liberal. Sua resposta foi revidar com protestos violentos. Isso levou a uma crescente pressão dentro da sociedade política e civil. Alguns consideram que La Violencia começou neste ponto porque o governo conservador começou a aumentar a reação contra protestos liberais e pequenos grupos rebeldes. Estima-se que houve 14 000 mortes em 1947 devido a essa violência.

### 1948
Em 9 de abril de 1948, o líder do Partido Liberal, Jorge Eliécer Gaitán, foi assassinado por Juan Roa Sierra na rua de Bogotá, com três tiros de revólver. Gaitán era um candidato popular e teria sido o provável vencedor da eleição de 1950. Isso começou o Bogotá quando multidões enfurecidas espancaram Roa Sierra até a morte e se dirigiram ao palácio presidencial com a intenção de matar o presidente Ospina Pérez. O assassinato de Gaitán e os subsequentes tumultos desencadearam outras revoltas populares em todo o país. Devido à natureza liberal dessas revoltas, a polícia e os militares, que haviam sido amplamente neutros antes, desertaram ou se alinharam com o governo conservador.

### 1949-1953
Inicialmente, os líderes liberais na Colômbia trabalharam com o governo conservador para deter as revoltas e erradicar os comunistas. Em maio de 1949, os líderes liberais renunciaram aos seus cargos dentro do governo Ospina Pérez, devido à perseguição generalizada aos liberais em todo o país. Tentando acabar com La Violencia, os liberais, que tinham o controle majoritário do Congresso, iniciaram um processo de impeachment contra o presidente Ospina Pérez em 9 de novembro de 1949. Em resposta, Ospina Pérez dissolveu o Congresso, criando uma ditadura conservadora. O Partido Liberal decidiu dar um golpe militar, que foi planejado para 25 de novembro de 1949. No entanto, muitos dos membros do partido decidiram que não era uma boa ideia e cancelaram-na. Um dos conspiradores, o capitão da Aeronáutica Alfredo Silva, na cidade de Villavicencio, não havia sido notificado do abandono do plano e o executou. Depois de reunir a guarnição de Villavicencio, ele desarmou a polícia e assumiu o controle da cidade. Silva passou a instar outros na região a se juntarem à revolta, e Eliseo Velásquez, um líder guerrilheiro camponês, tomou Puerto López em 1º de dezembro de 1949, além de capturar outras aldeias na região do rio Meta. Neste tempo, Silva foi capturado e preso por tropas de Bogotá que vinham para retomar o controle de Villavicencio.
Em 1950, Laureano Gómez foi eleito presidente da Colômbia, mas foi uma eleição amplamente manipulada, levando Gómez a se tornar o novo ditador conservador.
Após o desaparecimento de Alfredo Silva, Velásquez assumiu o poder das forças nas planícies orientais que, em abril de 1950, incluíam sete zonas rebeldes com centenas de guerrilheiros conhecidos como "cowboys". Enquanto estava no comando das forças, Velásquez sofreu de um complexo de superioridade, levando-o a cometer abusos, incluindo mutilação corporal dos mortos. Sem armas suficientes, durante a primeira grande ofensiva do exército conservador, as forças liberais sofreram grandes perdas e a confiança em Velásquez foi perdida. Novos líderes populistas assumiram o controle dos diferentes grupos de rebeldes e, eventualmente, se uniram para impor um imposto de 10% aos ricos proprietários de terras na região. Este imposto criou divisões dos liberais ricos e o governo conservador usou-os para recrutar contra-guerrilheiros. O exército conservador então aumentou seus ataques ofensivos; Cometendo atrocidades ao longo do caminho, queimaram aldeias inteiras, abateram animais e massacraram supostos rebeldes, além de estabelecer um bloqueio à região. Os rebeldes foram capazes de combater a ofensiva com pequenos ataques secretos para capturar postos avançados e suprimentos. Em junho de 1951, o governo concordou com uma trégua com as forças guerrilheiras e eles suspenderam temporariamente o bloqueio.
Alguns meses após a trégua, unidades maiores do exército foram enviadas para as planícies orientais para acabar com a revolta liberal, mas ainda não tiveram sucesso. Nesse tempo, a liderança liberal em Bogotá percebeu que os conservadores não estavam desistindo do poder tão cedo, e eles queriam organizar uma revolta nacional. Em dezembro de 1951 e janeiro de 1952, Alfonso López Pumarejo, ex-presidente colombiano e líder do Partido Liberal, fez visitas às planícies orientais para renovar sua aliança com os "cowboys". Quando López Pumarejo retornou a Bogotá, ele emitiu declarações afirmando que os guerrilheiros não eram criminosos, mas estavam simplesmente lutando pela liberdade, e em resposta a ditadura conservadora fechou os jornais e impôs censura rigorosa. 1952 passou com apenas pequenas escaramuças e nenhum líder guerrilheiro organizado, mas em junho de 1953, Guadalupe Salcedo assumiu o comando.
Em 1952, o futuro líder revolucionário Ernesto "Che" Guevara, então um jovem desconhecido viajando pela América do Sul, visitou brevemente Bogotá. Em uma carta que escreveu para sua mãe em 6 de julho de 1952, mais tarde publicada em "The Motorcycle Diaries", Guevara observou que "Há mais repressão à liberdade individual aqui do que em qualquer país em que estivemos, a polícia patrulha as ruas portando fuzis e exige seus documentos a cada poucos minutos". Ele passou a descrever o clima como "tenso" e "sufocante", chegando a levantar a hipótese de que "uma revolução pode estar se formando".

Em outras partes da Colômbia, diferentes grupos rebeldes se formaram ao longo de 1950; formaram-se em Antioquia, Tolima, Sumapaz e no Vale do Médio Magdalena. Em 1º de janeiro de 1953, esses grupos se uniram para lançar um ataque contra a Base Aérea de Palanquero, com a esperança de usar os aviões a jato para bombardear Bogotá e forçar a renúncia da ditadura conservadora. O ataque dependeu inteiramente da surpresa para ser bem-sucedido, mas os rebeldes foram avistados pelos postos sentinela e foram rapidamente atingidos por tiros de metralhadora. A tentativa foi um fracasso, no entanto, incitou o medo nas elites de Bogotá.